# Dinamarca en los Juegos Olímpicos de Grenoble 1968
Dinamarca estuvo representada en los Juegos Olímpicos de Grenoble 1968 por un total de 3 deportistas que compitieron en esquí de fondo.  
La portadora de la bandera en la ceremonia de apertura fue la esquiadora Kirsten Carlsen. El equipo olímpico danés no obtuvo ninguna medalla en estos Juegos.